# بشرى الشعبي
بشرى الشعبي (مواليد 22 سبتمبر 1980 في بوغرجة) هي عداءة مغربية لمسافات طويلة متخصصة في سباق 3000 متر موانع.
قدمت أول ظهور لها في الألعاب الأولمبية في سيدني عام 2000 على مسافة 10000 متر. في تلك السنة كانت صاحبة الميدالية البرونزية في هذا الحدث في بطولة أفريقيا لألعاب القوى عام 2000.
صعدت إلى المركز العشرين في السباق القصير في كل بطولة عالمية للاتحاد الدولي لألعاب القوى من 2002 إلى 2006. كما بدأت المنافسة في سباق 3000 متر حواجز وأصبحت بطلة قارية بفوزها بالميدالية الذهبية في بطولة إفريقيا 2004 لألعاب القوى.
فازت في مسابقة يوروكروس عبر البلاد في عام 2004.ثم فازت بميدالية برونزية طولها 5000 متر في دورة الألعاب العربية 2004 في وقت لاحق من ذلك العام. وتحولت إلى سباق 3000 متر حواجز لبطولة العالم 2005 في ألعاب القوى وتمكنت من المركز العاشر في نهائي البطولة.
في ذلك العام كانت صاحبة الميدالية الفضية في سباق 5000 متر في بطولة "Jeux de la Francophonie" لعام 2005 خلف مواطنها زهور الكامش.حصلت على الميدالية البرونزية في سباق الموانع في بطولة إفريقيا 2006 لألعاب القوى.
ركضت مسافة 1500 متر في بطولة العالم 2007 في ألعاب القوى، لكن تم القضاء عليها في درجات الحرارة. تنافست على نفس المسافة مع المغرب في أولمبياد صيف 2008، لكنها لم تتقدم بعد الجولة الأولى مرة أخرى.
تم تسليط الضوء على موسمها لعام 2009 بميدالية ذهبية طولها 5000 متر و1000 متر فضي في "Jeux de la Francophonie". تمكنت من الحصول على المركز الثاني في 2010 كروس دي لا كونستيتسيون في كانون الأول / ديسمبر، لتنتهي خلف مونيكا روزا.

## الإنجازات
| العام               | المسابقة                                      | المكان                      | المركز              | حدث                 | ملاحظة                                                               |
| Representing المغرب | Representing المغرب                           | Representing المغرب         | Representing المغرب | Representing المغرب | Representing المغرب                                                  |
| ------------------- | --------------------------------------------- | --------------------------- | ------------------- | ------------------- | -------------------------------------------------------------------- |
| 2000                | بطولة أفريقيا لألعاب القوى 2000               | الجزائر (مدينة)، الجزائر    | 3rd                 | 10,000 m            | 34:08.79                                                             |
| 2000                | ألعاب القوى في الألعاب الأولمبية الصيفية 2000 | سيدني                       | 38th (q)            | 10,000 m            | ألعاب قوى في الألعاب الأولمبية الصيفية 2000 – سيدات 10,000 متر ‏      |
| 2002                | بطولة أفريقيا لألعاب القوى 2002               | رادس، تونس                  | 6th                 | 5000 m              | 16:28.02                                                             |
| 2004                | بطولة أفريقيا لألعاب القوى 2004               | برازافيل، جمهورية الكونغو   | 5th                 | 1500 m              | 4:26.35                                                              |
| 2004                | بطولة أفريقيا لألعاب القوى 2004               | برازافيل، جمهورية الكونغو   | 1st                 | 3000 m st.          | 9:53.46                                                              |
| 2004                | ألعاب القوى في دورة الألعاب العربية 2004      | مدينة الجزائر               | 3rd                 | 5000 m              | 16:21.17                                                             |
| 2005                | بطولة العالم لألعاب القوى 2005                | هلسنكي، فنلندا              | 10th                | 3000 m st.          | بطولة العالم لألعاب القوى 2005 – سيدات 3000 متر سباق الحواجز للخيول ‏ |
| 2005                | Jeux de la Francophonie                       | نيامي                       | 2nd                 | 5000 m              | 16:21.54                                                             |
| 2006                | بطولة أفريقيا لألعاب القوى 2006               | بامبوس (موريشيوس)، موريشيوس | 3rd                 | 3000 m st.          | 10:11.52                                                             |
| 2007                | ألعاب القوى في دورة الألعاب العربية 2007      | القاهرة، مصر                | 4th                 | 1500 m              | 4:26.41                                                              |
| 2007                | ألعاب القوى في دورة الألعاب العربية 2007      | القاهرة، مصر                | 4th                 | 5000 m              | 19:15.90                                                             |
| 2009                | Jeux de la Francophonie                       | بيروت                       | 1st                 | 5000 m              | 16:23.05                                                             |
| 2009                | Jeux de la Francophonie                       | بيروت                       | 2nd                 | 10,000 m            | 35:32.87                                                             |

### الإنجازات الشخصية
- 1500 متر - 4: 03.62 دقيقة (2007)
- 3000 متر - 8: 48.00 دقيقة (2006)
- 5000 متر - 15: 21.32 دقيقة (2004)
- 10000 متر - 32: 17.7 دقيقة (2000)
- نصف ماراثون - 1:17:45 ساعة (2003)
- سباق 3000 متر - 9: 30.35 دقيقة (2004)

## روابط خارجية
- بشرى الشعبي على موقع الاتحاد الدولي لألعاب القوى (الإنجليزية)
- بشرى الشعبي على موقع أوليمبيديا (الإنجليزية)